# اسماعیل حقی سونات
اسماعیل حقی سونات (انگلیسی: İsmail Hakkı Sunat؛ 1966 – ۱۴ ژوئیهٔ ۲۰۰۴) بازیگر اهل ترکیه بود.